# Браян Велч
Браян Філіп Велч (англ. Brian Philip Welch, більш відомий під псевдонімом «Гед» «англ. Head»; Народився 19 червня 1970 року, Торранс, Каліфорнія) — гітарист і один із засновників групи Korn, рок-групи, що сильно вплинула на розвиток стилю ню-метал. Велч також виконував обов'язки бек- вокаліста. Відомий своїми надзвичайно агресивними і важкими рифами, що вплинули на розвиток альтернативної музики другої половини дев'яностих.

## Ранні роки
Велч виріс у промисловому містечку Бейкерсфілд, Каліфорнія. З раннього віку Велч вважав себе відмінним від своїх однолітків, і через це ставав жертвою нападок та знущань. Його єдиним захопленням була музика. Велч почав грати на гітарі в 10 років. У середній школі Велч зустрів Джеймса «Манкі» Шаффера, ще одного перспективного гітариста, і вони почали часто збиратися і грати разом.

## Музична кар'єра

### 1991
Велч зустрів у середній школі Реджінальда «Філді» Арвізу, майбутнього басиста Korn, і вони разом організували групу, названу Pierct, яка пізніше була перейменована в Toy. Після кількох змін у складі, у групі з'явився гітарист Джеймс «Манкі» Шаффер, який також пізніше став членом групи Korn. Після розколу в групі, Арвізу і вокаліст Рикк Моррілл сформували LAPD (назва групи, співзвучна з «Поліцією Лос-Анджелеса» спочатку розшифровувалась ними як «Love and Peace, Dude» — «Любов і Мир, Чувак», а пізніше як «Laughing As People Die» — «Смішно, коли люди вмирають») до групи також увійшов майбутній барабанщик Korn Девід Сільвер і «Манкі». Велч їздив разом LAPD як «Роуді», технічний працівник. Група підписала контракт з незалежним лейблом Triple- X Records і випустила в 1992 році у 12 — дюймовий сингл і альбом Who's Laughing Now. Потім група змінила назву на Creep і Велч був прийнятий в групу на постійній основі. Коли вокаліст Рік Морро покинув групу, Велч і Шаффер знайшли Джонатана Девіса, вокаліста групи Sexart. у 1993 році Девіс приєднався до групи і вони змінили назву на Korn.

### З Korn
Дебютний альбом Korn вийшов в 1994 році і став першим в серії успішних альбомів групи, включаючи Life Is Peachy в 1996, Follow The Leader в 1998, Issues в 1999, Untouchables в 2002 і Take a Look in the Mirror в 2003 роках.
22 лютого 2005 року Korn оголосили, що після 13 років спільної творчості, шляхи групи і Браяна розходяться, і що він «… вибрав Ісуса Христа своїм Спасителем, і вирішив покинути групу». Минуло 8 років, перш ніж Браян повернувся назад в Korn. Возз'єднання сталося в травні 2013 року.

### Сольна кар'єра
У вересні 2008 року відбувся довгоочікуваний реліз сольного альбому «Save Me From Myself», над яким Браян працював з 2005 року. За альбомом послідував досить відвертий відеокліп на сингл Flush, що відображає боротьбу Велча з наркотичною залежністю. Також Head заявив про свої плани на зйомку документального фільму, під назвою «Омитий кров'ю» («Washed by Blood»), що більш детально освітить його внутрішню боротьбу і подальший вибір життя за християнськими заповідями. Фільм покаже життя музиканта, а також анімовані замальовки, інтерв'ю з друзями Браяна, приятелями і колишніми членами групи, а також подорожні нотатки з його благодійної діяльності в Індії.
24.04.09 року — було відіграно перший концерт зі своєю групою в Phoenix First Youth Pavilion, у Феніксі, Аризона.
На 19.06.2010 року був запланований перший і єдиний концерт у Росії, в Московському клубі «1- Rock». Пізніше концерт був скасований через розбіжності з менеджментом групи.

### Love and Death
У лютому 2012 року був анонсований ще один проект — група Love and Death. Фактично вона складається з концертного і студійного складу при записі альбому «Save Me From Myself». Протягом всієї сольної кар'єри Браян Філіп «Гед» Велч працював з безліччю музикантів, але до 2009 року був остаточно сформований склад постійних учасників його концертів, які згодом і стали учасниками групи. 24 квітня 2012 вийшов перший EP групи «Chemicals». 22 січня 2013 року вийшов повноцінний альбом групи під назвою Between Here And Lost.

## Гітари
Основний інструмент Браяна Велча періоду Korn — семиструнні гітари Ibanez. Деякі з його ексклюзивних гітар виготовлялися і збиралися в майстерні Ibanez LA Custom Shop. В останні роки свого перебування в Korn, він разом з Джеймсом «Манкі» Шаффером взяв участь у розробці авторської серії гітар Ibanez K7, що випускалися з 2002 по 2007 рр. Велч і Шаффер в основному використовували підсилювачі Mesa Boogie (а саме, Triple Rectifier і Road King). Надається перевага звуковим ефектам:
- Digitech «Whammy pedal» [також відома як Digitech XP -100 Whammy Wah pedal]
- Dunlop UV -1 Uni- Vibe
- Boss PH -2 Super Phaser
- Boss CE -5 Chorus Ensemble
- Rocktron Tremolo
- Boss RV -3 delay
- Electro- Harmonix BIG MUFF Distortion

Тепер Head використовує переважно 6-струнні баритони Ibanez. Крім того, в студійних сесіях при записі сольного альбому був використаний Gibson Les Paul.

## Приватне життя
6 липня 1998 року, поки Korn були на англійській версії Ozzfest, дружина Браяна Велча — Ребека народила його другу дочку Джіні Марі Велч, першу ж Браян з Ребекою віддали на усиновлення, про що Велч розповідає у своїй книзі «Save me from myself». Група покинула турне, щоб Велч зміг побачитися з дружиною. Зараз Браян і Ребека розведені, і Браян Велч є опікуном їхньої дочки. І Браян і Джіні Марі проживають в Аризоні.

### Християнство
Увірувавши в Ісуса Христа, 10 березня 2005 року Браян Велч прийняв водне хрещення на річці Йордан у складі групи баптистів з Бейкерсфілда, Велч оголосив, що повністю звільнився від наркотичної залежності за допомогою Господа.
Після відходу Браяна Велча з групи, Велч і Девіс виступили зі взаємними звинуваченнями. Після того, як Велч звинуватив Девіса в тому, що він і решта членів Korn дбають лише про гроші, Девіс відповів у такому тоні, що відносини між ними якийсь час залишалися, але зараз це не так. У липні 2005 року Велч виступив на каналі CNN у програмі «Люди в Новинах», де він визнав свою колишню залежність від алкоголю, метамфетамінів, КСАНАКС і снодійного, перш ніж стати на християнський шлях.
У Велча є татуювання з цитатами з Біблії:
- Прийдіть до Мене, усі струджені та обтяжені, і Я заспокою вас
- Не складайте скарбів собі на землі, де міль та іржа, і де злодії підкопуються й викрадають
- Блаженні чисті серцем, бо вони Бога побачать

Також у Велча витатуйоване зображення Ісуса на руці, що за запевненням самого Браяна, утримує його від мастурбації.

## Додаткові факти
- Манкі і Гед провели 2/3 життя разом
- У дитинстві на Геда вплинули групи AC/DC і Queen
- Щаслива прикмета — перед виступами Гед давав Філді стусана під зад
- Улюблений запах — запах вапна.
- Мріє поїхати в тур з Beastie Boys
- Часто купує лотерейні квитки
- Не любить літати на літаках
- Був великим шанувальником Оззі Осборна
- Зріст Брайана — 187 см.